# Civilization VII
Sid Meier's Civilization VII (även Civilization 7) är ett datorspel i genren turordningsbaserade strategispel. Spelet utvecklas av Firaxis Games och kommer ges ut av 2K. Spelets existens meddelades den 7 juni 2024 och det gavs ut 11 februari 2025. Berättarröst för spelet är Gwendoline Christie.